# Cuscuta corniculata
Cuscuta corniculata är en vindeväxtart som beskrevs av Georg George Engelmann. Cuscuta corniculata ingår i släktet snärjor, och familjen vindeväxter. Inga underarter finns listade i Catalogue of Life.